# دیوردی ستانتیچ
دیوردی ستانتیچ (مجاری: György Sztantics؛ ۱۹ اوت ۱۸۷۸ – ۱۰ ژوئیهٔ ۱۹۱۸) دونده دو پیاده‌روی سرعت اهل مجارستان بود.